# Wildwasserrennsport-Weltmeisterschaften 1981
1981 fanden die Weltmeisterschaften im Kanu-Wildwasserrennsport im walisischen Bala auf dem Tryweryn statt. Bei diesen Weltmeisterschaften fanden zum letzten Mal Wettbewerbe im C2-Mixed statt.

## Ergebnisse

### Nationenwertung
| Platz  | Land                   | Gold | Silber | Bronze | Gesamt |
| ------ | ---------------------- | ---- | ------ | ------ | ------ |
| 1      | Frankreich             | 7    | 3      | 2      | 12     |
| 2      | BR Deutschland         | 1    | 2      | 3      | 4      |
| 3      | Vereinigte Staaten     | 1    | 1      | 2      | 4      |
| 4      | Vereinigtes Königreich | –    | 1      | 1      | 2      |
|        | Schweiz                | –    | 1      | 1      | 2      |
| 6      | Italien                | –    | 1      | –      | 1      |
| Gesamt | Gesamt                 | 9    | 9      | 9      | 27     |